# René Pinchart
René Pinchart (Maldegem, Kelet-Flandria, Belgium, 1891. június 24. – Middletown, Connecticut, Amerikai Egyesült Államok, 1970. november 2.) olimpiai bronzérmes belga tornász.
Az első világháború után az 1920. évi nyári olimpiai játékokon indult, és mint tornász versenyzett. Svéd rendszerű csapat összetettben bronzérmes lett.
Harcolt az első világháborúban. 1927-ben az Egyesült Államokba emigrált és vívó oktató lett és az amerikai olimpiai vívócsapat edzője volt több olimpián.